# Mnet
Mnet (acrònim de Music Network) és un canal de música de pagament de Corea del Sud propietat de CJ E&M, una divisió de CJ ENM, que forma part de CJ Group.
El CJ E&M Center Studio situat a Sangam-dong, Mapo-gu, Seül, és el centre de difusió i enregistrament de molts programes de Mnet amb públic d'estudi, concretament l'espectacle de música setmanal en directe M Countdown. També és escenari d'actuacions en directe d'espectacles de supervivència com Superstar K, Show Me The Money, Unpretty Rapstar, Produce 101, Queendom i Road to Kingdom. Altres espectacles es roden a CJ E&M Studio a Ilsan.